# Veronika-Stiftung
Die Veronika-Stiftung ist eine Stiftung in der Diözese Rottenburg-Stuttgart. Laut eigenen Angaben verfügt sie über ein Grundstockvermögen von knapp 27,5 Mio. Euro und eine Bilanzsumme von etwas mehr als 33,7 Mio. Euro (Stand 31. Dezember 2020).

## Ziele und Prinzipien
Die Veronika-Stiftung ist aus der Veronika-Schwesternschaft hervorgegangen, die im Jahr 1932 in Stuttgart gegründet wurde, um schwerkranke und pflegebedürftige Menschen zu betreuen. Im Jahr 2002 wurde die Veronika-Stiftung gegründet, um das Engagement der Schwestern fortzuführen. Wichtigstes Ziel der Stiftung ist die Unterstützung von älteren Menschen in der Endphase des Lebens sowie Hilfe für Kinder, die unter schweren oder tödlichen Krankheiten leiden. Außerdem fördert die Veronika-Stiftung die Qualifizierung von Trauerbegleitern und unterstützt Seelsorger, Institutionen und Aktivitäten, die den Angehörigen der Betroffenen zugutekommen.

## Projekte
Die Veronika-Stiftung unterteilt die von ihr unterstützten Projekte in vier Bereiche.
- Bereich „Würdevoll und schmerzfrei in der Endphase des Lebens“: Dieser Bereich fasst Förderungen für Projekte zusammen, die Menschen am Ende ihres Lebens zugutekommt, vor allem schwerkranken Kindern. Gefördert werden unter anderem der Ausbau von Hospizplätzen, ein ambulanter Kinder-Hospizdienst, Ausbildung von Fachpersonal und Trauerberatung für Geschwister schwerkranker Kinder.
- Bereich „Kraft und Zuversicht bei schwerer Krankheit“: Dieser Bereich fasst Förderungen direkter Hilfen für Schwerkranke zusammen, vor allem für Kinder und Demenzkranke. Gefördert wurden unter anderem Institutionen, die Palliativversorgung für Kinder und Jugendliche sowie für Demenzkranke anbieten. Weitere geförderte Projekte ermöglichen persönliche Ernährungsberatung für Krebskranke, CDs und Podcasts für Demenzkranke oder Hilfen für krebskranke Kinder und Kinder krebskranker Eltern.
- Bereich „Lebensqualität steigern, Gesundheit fördern – für Jung und Alt“: Förderungen in diesem Bereich kommen Menschen in schwierigen Lebenssituationen zugute. Zu den geförderten Projekten gehören unter anderem die Begleitung traumatisierter Kinder und Jugendlicher, Hilfe für Schwangere in schwierigen Lebenslagen, Laptops für Waisenkinder und Einkaufshilfen für Senioren.
- Bereich „Pflegekräfte unterstützen und stärken“: In diesem Bereich werden Projekte zusammengefasst, die die Arbeit von Pflegekräften ermöglichen, unterstützen und wertschätzen.